# 미국폴리그라프협회
미국폴리그라프협회(American Polygraph Association |APA)는 미국의 거짓말 탐지기 검사관들이 설립한 협회이다. 1966년에 설립되었으며, 현재 2,500명의 회원이 업무에 종사하고 있다.

## 같이 보기
- 한국폴리그라프협회